# Крокет на літніх Олімпійських іграх 1900
Змагання з крокету на літніх Олімпійських іграх 1900 в Парижі відбулись в різний час з 18 червня по 11 липня. Були розіграні три комплекти нагород. Загалом взяли участь 10 спортсменів з двох країн, за підсумками змагань всі медалі завоювали спортсмени з Франції.
Інформація про хід змагань та самих учасників практично відсутня. Відомо, що 3 француженки, які змагалися в турнірі нарівні з чоловіками, були одними з перших жінок, що брали участь в Олімпійських іграх (нарівні зі швейцарською яхтсменкою графинею Елен де Пуртале, яка виграла в Парижі 2 нагороди). При цьому частина учасників турніру з крокету за деякими даними були родичами, так, Марі Оньє, можливо, доводилась кузиною одразу трьом іншим учасникам.

## Медалі

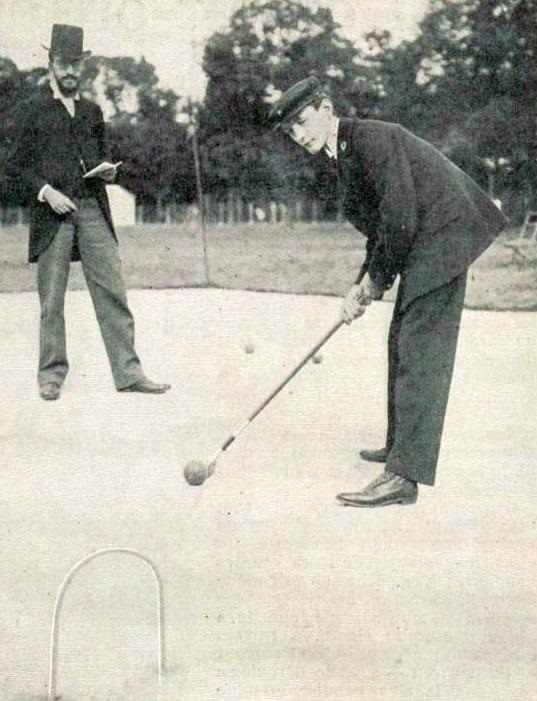
Змагання з крокету

### Загальний медальний залік
(Жирним виділено найбільшу кількість медалей у своїй категорії; країна-господар також виділена) 
| Загальна кількість медалей |         |        |        |        |         |
| Місце                      | Країна  | Золото | Срібло | Бронза | Загалом |
| 1                          | Франція | 3      | 2      | 2      | 7       |

### Медалісти
| Дисципліна                  | Золото                             | Срібло                  | Бронза                   |
| Одиночний розряд, один м'яч | Гастон Омуатт · Франція            | Жорж Жоен · Франція     | Кретьєн Віделі · Франція |
| Одиночний розряд, два м'ячі | Кретьєн Віделі · Франція           | Моріс Віньєро · Франція | Жак Сотеро · Франція     |
| Парний розряд               | Гастон Омуатт, Жорж Жоен · Франція | —                       | —                        |

## Змагання

### Одиночний розряд, один м'яч

#### Перший раунд
| Місце | Спортсмен            | Рахунок      |
| ----- | -------------------- | ------------ |
| 1     | Кретьєн Віделі (FRA) | 11           |
| 2     | Жорж Жоен (FRA)      | 13           |
| 3     | Блашер (FRA)         | 17           |
| 4     | Гастон Омуатт (FRA)  | 18           |
| 5     | Депре (FRA)          | 24           |
| —     | Філо Бро (FRA)       | Не закінчила |
| —     | Марі Оньє (FRA)      | Не закінчила |
| —     | Жак Сотеро (FRA)     | Не закінчив  |
| —     | Марсель Хатьєн (BEL) | Не закінчив  |

#### Другий раунд
| Місце | Спортсмен            | Рахунок |
| ----- | -------------------- | ------- |
| 1     | Жорж Жоен (FRA)      | 16      |
| 2     | Гастон Омуатт (FRA)  | 18      |
| 3     | Кретьєн Віделі (FRA) | 20      |
| 4     | Блашер (FRA)         | 22      |

#### Фінал
| Місце | Спортсмен           | Рахунок |
| ----- | ------------------- | ------- |
| 1     | Гастон Омуатт (FRA) | 15      |
| 2     | Жорж Жоен (FRA)     | 21      |

Змагання з крокету в одиночному розряді по одному м'ячу відбулись 28 червня. Змагання проходили в три етапи. Разом з чоловіками змагалися також три жінки.

### Одиночний розряд, два м'ячі

#### Перший раунд
| Переможець           | Рахунок     | програв        |
| -------------------- | ----------- | -------------- |
| Моріс Віньєро (FRA)  | 2:0 (42:40) | Деспре (FRA)   |
| Жак Сотеро (FRA)     | 2:0 (41:19) | Блашер (FRA)   |
| Кретьєн Віделі (FRA) | —           | Філо Бро (FRA) |

#### Другий раунд
| Місце | Спортсмен            | Перемоги | Поразки |
| ----- | -------------------- | -------- | ------- |
| 1     | Кретьєн Віделі (FRA) | 3        | 0       |
| 2     | Моріс Віньєро (FRA)  | 2        | 1       |
| 3     | Жак Сотеро (FRA)     | 1        | 2       |
| 4     | Блашер (FRA)         | 0        | 3       |

| Переможець           | Рахунок     | програв             |
| -------------------- | ----------- | ------------------- |
| Кретьєн Віделі (FRA) | 2:1 (42:41) | Моріс Віньєро (FRA) |
| Кретьєн Віделі (FRA) | Невідомий   | Жак Сотеро (FRA)    |
| Кретьєн Віделі (FRA) | Невідомий   | Блашер (FRA)        |
| Моріс Віньєро (FRA)  | 2:1 (42:41) | Жак Сотеро (FRA)    |
| Моріс Віньєро (FRA)  | —           | Блашер (FRA)        |
| Жак Сотеро (FRA)     | Невідомий   | Блашер (FRA)        |

Змагання в одиночному розряді в два м'ячі відбулись з 4 по 11 липня. Змагання пройшли в два етапи. Крім чоловіків змагалася лише одна жінка.

### Парний розряд
| Переможець                     | Рахунок   | Програв |
| ------------------------------ | --------- | ------- |
| Гастон Омуатт, Жорж Жоен (FRA) | Невідомий | Немає   |

У змаганнях серед пар брала участь лише одна пара спортсменів. Вони провели показовий матч 18 червня, і стали чемпіонами Ігор.

## Країни
Всього взяло участь 10 спортсменів з 2 країн:  

У дужках вказано кількість спортсменів, спочатку жінок, потім чоловіків
- Франція  (3; 6)
- Бельгія  (0; 1)